# Plage de la Vieille église
La plage de La Vieille Église, longtemps également appelée plage d'Hatainville est une plage de sable fin et de rochers située à cheval sur les communes de Barneville-Carteret et des Moitiers-d'Allonne sur la Côte des Isles dans le département de la Manche.

## Géographie
La plage est située au nord du cap de Carteret, orientée vers l'ouest et abritée par la falaise. Elle fait face à l'archipel des Écréhou, l'île de Jersey et l'île de Sercq. Elle est aussi traversée par le GR223.
Ses eaux, parfois mouvementées et idéales pour les surfeurs en raison de son placement dans le Cap, sont toutefois abritées de la houle atlantique par les îles Anglo-Normandes et réchauffées par le Gulf Stream.

## Historique
La vieille église en ruines a été construite en l'honneur de Germain à la rouelle, un saint irlandais venu sur la côte par la mer sur une simple roue de char en guise de radeau depuis l'Irlande, et qui terrassa un gigantesque serpent mangeur d'enfant et qui vivait dans la grotte située juste au sud de l'église, dans les falaises du Cap de Carteret.

### Légende à l'origine de l'église

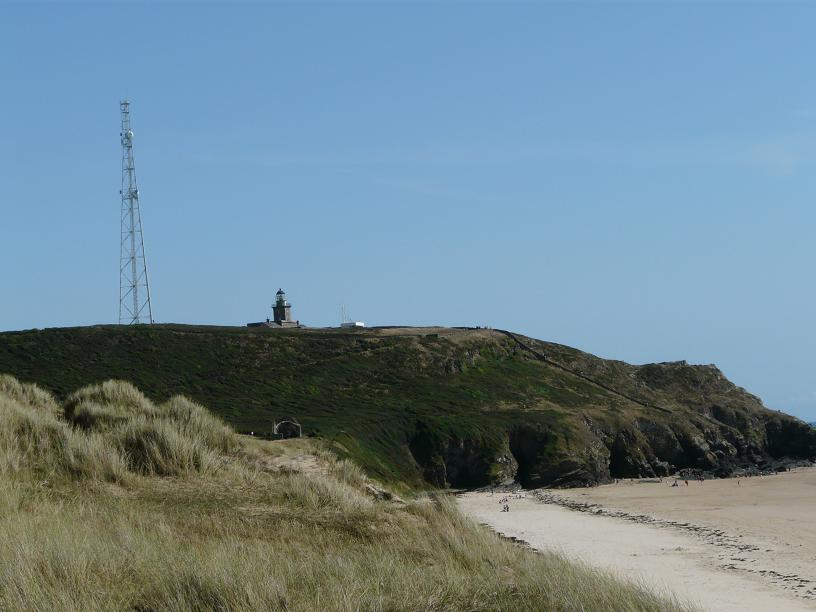
La plage surplombée par le cap.

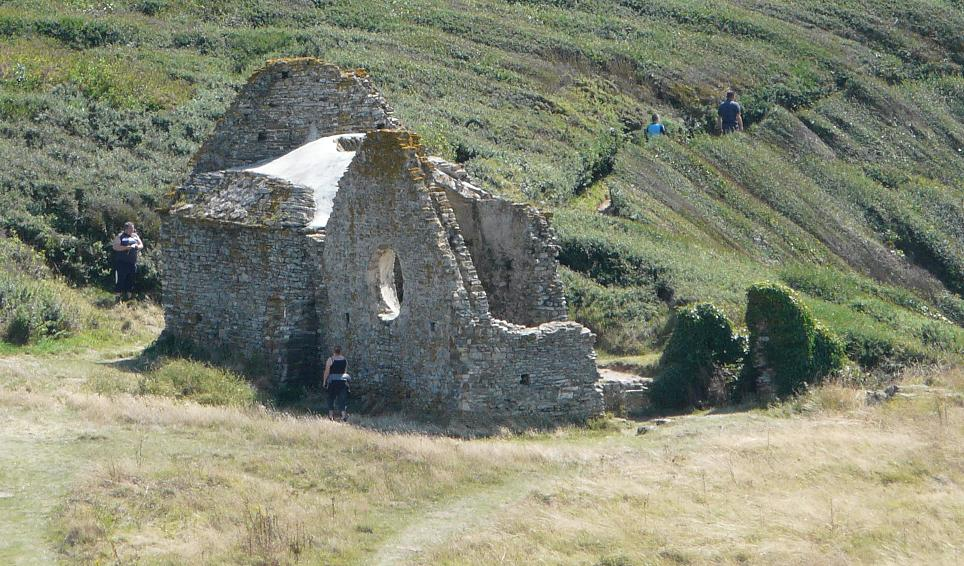
l'Église Saint Germain, dite la « vieille église ».

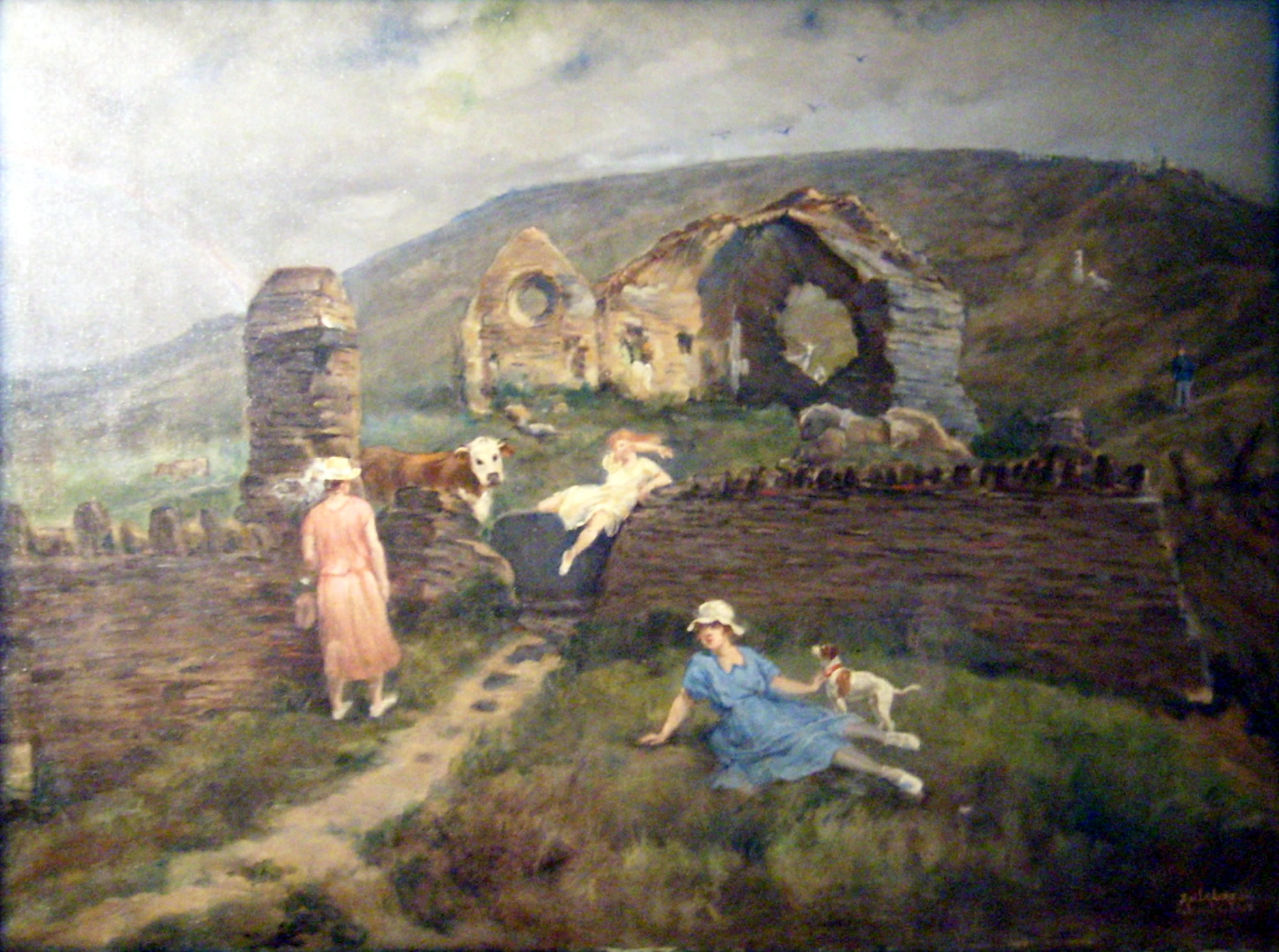
Scène peinte sur la plage de la vieille église par l'artiste Adolphe Lalyre.

La légende locale raconte que saint Germain le Scot y a vaincu un dragon qui terrorisait les habitants, des traces d'oxyde de fer sur les parois de la grotte étant interprétées comme le sang du dragon.
Devenu prêtre, Germain souhaite rejoindre son parrain en Gaule, et traverse la Manche. Il se rend dans le port le plus proche, mais il ne trouve aucune barque, ni aucun pêcheur. La légende veut qu'il a prié Dieu de lui fournir une embarcation, et qu'une roue de char lui soit apparue. Il s’adresse au ciel :
« Seigneur, supplie Germain, si vous approuvez les desseins que j’ai formés pour votre gloire et le salut des âmes, procurez-moi le moyen de franchir les océans. » .  « Conduis-moi comme tu as conduit les fils d’Israël du milieu de la Mer Rouge ». 
Une roue d’un char descendit du ciel et c’est ainsi qu’il se rendit en Gaule. La rouelle serait plus probablement une barque circulaire irlandaise, que la tradition représente comme une roue de charrue. Cette embarcation traditionnelle se nomme corracle ou curraghs en Irlandais. Elle est formée d'une ou deux peaux de bœufs tendues sur une armature en osiers. Dans les représentations typographiques, Germain est représenté debout sur sa roue soit en position verticale, soit en position horizontale.
Il débarque à Diélette (située à quelques kilomètres au nord de Carteret). Lorsqu’il aborde la côte, une réunion de justice se tenait sur la plage. Son arrivée captive la foule qui se dirige vers le saint. Le juge en colère traite le saint de magicien et blasphème sur le dieu chrétien. Le juge se trouve alors frappé par la colère divine.
La tradition normande du XIXe siècle avance que tout le pays était dans la désolation. Des gigantesques serpents, véritables monstres, s’étaient établis dans les cavernes des caps de Flamanville, Saint-Germain-sur-Ay, Carteret et Querqueville. Toutes les semaines les bêtes parcouraient les villages et brisaient les clôtures à la recherche d’enfants qu’elles dévoraient dans son antre. Pour calmer les monstres, les habitants avaient pris la décision de leur donner en offrande un enfant. A Flamanville, alors que la foule amenait comme à l’accoutumée un enfant au serpent, un étrange objet sur la mer attira son attention :
« la foule voyait  un homme se tenir debout, une crosse d’évêque, une mitre en tête et une grande chape. Il ne marchait pas. Il semblait glisser. Á mesure qu’il avançait on s’aperçut qu’il était porté par une grande roue de charrue. » C’était Saint-Germain la Rouelle.
Le saint se dirige vers l’antre du serpent. Celui-ci se recroqueville et tenta de retourner dans le Trou Baligan. Mais Saint Germain l’en empêche, et lui assène un coup de crosse à la tête. La bête se contorsionne puis se fige et s’incruste contre un bloc de granit. Le Saint se retourne ensuite vers la foule médusée qui accepte le baptême. Saint Germain reste un peu plus de trois mois dans le Cotentin. 
Les Cotentinois réclament la protection du saint et lui demandent de venir à bout des autres serpents qui terrorisent les villages, dont celui du Cap de Carteret. Il suscite l’émulation de la population qui pour marquer son passage y érige des églises en son nom.

## Fréquentation
Plage d'aspect sauvage, elle n'est pas surveillée.
Les activités majeures sont la visite des ruines de l'église Saint-Germain, la visite du phare, la visite des grottes, la pêche à la ligne, la pêche à pied, la randonnée, la baignade, le surf et le Body-board. Conseillé en de rares occasions (mer plate et calme, marée haute, temps clair et en groupe), il est intéressant de faire du snorkeling autour des rochers pour y observer un petit échantillon de la vie sous-marine.
On note la présence fréquente de vives, dont la piqûre est plutôt dangereuse pour les personnes allergiques à son venin.
Depuis 1992, la plage obtient tous les ans le Pavillon bleu pour sa qualité.